# Die mooie tijd
Die mooie tijd is het tweede Nederlandstalige album van BZN. Het werd uitgebracht in 2005 en stond 19 weken in de Album top 100, waarbij gelijk bij binnenkomst de 5e positie - en tevens hoogste - werd bereikt. Twee nummers zijn live opgenomen, namelijk: Annemarie en Waanzin. Dit laatst genoemde nummer zou een goede plaats in de Nederlandse Top 40 hebben kunnen bereiken, maar is door BZN nooit op single uitgebracht. Het nummer Duizend keer staat ook op deze CD, en is later door Laura Lynn als single uitgebracht. Zij bereikte in België de tweede positie in de Vlaamse Ultratop 50 met dit nummer.
Dit album was het laatste reguliere studio album van de groep. Ook het eerste album sinds de eerdere succesreeks dat niet de status goud of platina behaalde. Het is ook het enige album dat meerdere covers van andere artiesten bevat. 
De special werd, als promotie van het album, opgenomen in Zuid-Afrika. Dit is een land waar BZN naast Nederland veel succes heeft.

## Tracklist
1. Ik wil vannacht [Vian/Crescenzo]
2. Vervlogen [Veerman/Keizer/Tuijp]
3. Annemarie (live) [Veerman/Keizer/Tuijp]
4. Alleen zonder jou [Veerman/Keizer/Tuijp]
5. Waarom [Plat/Veerman/Keizer/Tuijp]
6. Vader [Veerman/Keizer/Tuijp]
7. Ik ben stapelgek [Veerman/Keizer/Tuijp]
8. Duizend keer [Roemer/Holder/Berg]
9. De zee die geeft de zee die neemt [Veerman/Keizer/Tuijp]
10. Voor deze ene keer [Plat/Veerman/Keizer/Tuijp]
11. Schreeuwen in de wind [Veerman/Keizer/Tuijp]
12. Meneer de muzikant [Veerman/Keizer/Tuijp]
13. Waanzin (live) [Hendrik/Van Haaren/Merz]